# 北苏库皮拉
北苏库皮拉是巴西马拉尼昂州的一个市镇。总面积991.926平方公里，总人口10478人，人口密度10.6人/平方公里。